# Cuyo (eiland)
Cuyo is het grootste eiland van de Cuyo-eilanden, een eilandengroep ten noordoosten van het Filipijnse eiland Palawan. Cuyo heeft een oppervlakte van 57 km² en een lengte van 14 km. Bestuurlijk behoort het eilanden tot de gelijknamige gemeente Cuyo in de provincie Palawan. Bij de census in 2007 telde de groep 14.451 inwoners.

## Geografie

### Topografie
Cuyo is het grootste eiland van de Cuyo-eilanden en ligt in het noordelijk deel van de Suluzee op 153 km ten oosten van Palawan, 145 kilometer ten zuiden van Mindoro en 93 kilometer ten westen van Panay. Het eiland heeft een lengte van bijna 13 kilometer, een maximale breedte van 8 kilometer en een oppervlakte van 57 km².

### Bestuurlijke indeling
Cuyo is onderverdeeld in de volgende 11 barangays:
| - Bangcal - Cabigsing - Catadman - Lagaoriao - Maringian - Lungsod | - Pawa - San Carlos - Suba - Tenga-tenga - Tocadan |